# CF Brăila
Clubul de Fotbal Brăila je rumunjski nogometni klub iz grada Brăila. Klub se trenutno natječe u razredu rumunjskog nogometa - Ligi II.
Prva momčad u nacionalnim natjecanjima prisutnosti zabilježen je 18. svibnja 1930 - utakmicu protiv Juventusa, kada je nakon pobjede u regionalnom prvenstvu, CF Braila obilježava svoju prvu razvoj Liga I.